# جودايفا
شوكولاتة جودايفا هي شركة تصنيع الشوكولاتة والمنتجات ذات الصلة الممتازة. تأسست جودايفا في بلجيكا عام 1926 وتم شراؤها من قبل شركه يلدز التركية القابضة صاحبة مجوعة شركات أولكر. تملك قودافيا أكثر من 600 محلات للتوزيع ومتاجر في كل من الولايات المتحدة وكندا وآسيا كما أنها متوفرة عبر 10000 من تجار التوزيع المتخصصين. وبالإضافة إلى بيع الشوكولاتة، تبيع جودايفا أيضا الترفلز والقهوة والكاكاو والبسكويت والحلويات والفواكه المغلفة بالشوكولاتة والسلال المعبأة بشكولاتة الليكير تقدم كاهديه لتتناسب مع حفلات الزواج والحفلات الأخرى. علامة جودايفا التجارية (علامة فرنسية صغيرة منقوشه على علبة الورق المقوى لشوكولاتة) من الحبر الذهبي. كما تنتج جودايفا الشوكولاتة الموسمية والشكولاتة ذات الزمن المحدود مع تعبئة خاصة تتناسب مع لكل العطل والمناسبات الكبرى. تمتلك جودايفا اتفاقيات مرخصه لإنتاج الآيس كريم وكعك الجبن والقهوة الخام والمسكرات التي لها علاقة بنكهة الشوكولاتة.

## تاريخها
أسس جوزيف دربس جودايفا عام 1926 في بروكسل بلجيكا، وهو الذي افتتح أول بوتيك له في مكان كبير في بروكسل تحت اسمها الحالي، تكريما للأسطورة السيدة جودايفا. وافتتح متجر جودايفا الأول خارج بلجيكا في باريس المألوف سانت اونريه شارع روي في عام 1958. وعام 1966، وصلت منتجات الشركة في الولايات المتحدة، حيث تم بيعها في قطاع مراكز التسوق الفاخرة. في العام التالي، تم شراؤها من قبل شركة حساء كامبل. وفي عام 1972، وافتتح أول بوتيك جودايفا في أمريكا الشمالية في الحي الخامس في نيويورك.بحلول عام 2007، كانت المبيعات السنوية لجودايفا حوالي 500 مليون دولار. في أغسطس من ذلك العام، أعلنت شركة حساء كامبل انها "تدرس البدائل الاستراتيجية، بما في ذلك التصفية الممكنة، على أعمالها لشوكولاتة جودايفا ". وقالت الشركة "لا تتوافق تجاره الشوكولاتة الفاخرة مع سياسه كامبل التي تركز على وجبات بسيطة.
في 20 ديسمبر 2007، أعلنت كامبل أنها أبرمت اتفاقا لبيع جودايفا إلى يلدز القابضة ومقرها في إسطنبول، تركيا، وهو صاحب مجموعة أولكر وأكبر شركة لتصنيع السلع الاستهلاكية في صناعة الأغذية التركية. وقد تم الانتهاء من الامتلاك في 18 مارس 2008، مقابل 850 مليون دولار.

## جودايفا اليوم
لقد أرسل محامين الشركة سلسلة من الرسائل التحذيرية إلى السيدة جودايفا القاطنة في جنيف، سويسرا واتهامهم بالتعدي على الملكية الفكرية مع مطالبتهم بالتوقف والكف عن استخدام الاسم. PRU Porretta، MBE الذي كان وراء إحياء ذكرى تاريخ جودايفا في كوفنتري في انكلترا وذلك من خلال مسيرة في شوارع المدينة، تمثيل السيدة جودايفا ممتطية الخيل وتعليق بالعبارة التالية «اعتقد انه من المحزن للغاية فان جودايفا كانت امرأة عظيمة تحدت زوجها ليوقف الأشياء الفظيعة التي كانت تحدث للناس. أنا متأكد من أن ليدي جودايفا لا تبالي بهذه الشركة والتي يبدو أنها أخذت شيئا لم يكن له أصلا وترغب في استخدامه لنفسها وليس لغيرها. انها تخص تراثنا الغني. وأود أن أقول أنه خطأً أخلاقيا». وحتى هناك حملة مقاطعة لجودايفا في الفيسبوك.
ولا زالت جودايفا تمتلك وتدير أكثر من 450 متجر في جميع أنحاء العالم. تصدر الشركة ستة من الكتالوجات الإلكترونية الموسمية سنويا في الولايات المتحدة الأمريكية كما انها تقبل طلبات الشراء عبر الانترنت والهاتف لمنتجاتها. وتباع شوكولاتة جودايفا أيضا في مراكز التسوق المحلية والمحلات صغيرة. فتح جودايفا (شهر مايو 2012) مقهى جودايفا في متجر هارودز بلندن. كما تعرض قائمة تضم أكثر من 40 منتج تتميز جودايفا بمشروبات الشكولاتة والحلويات، والشوكولاتة. وتمتلك الشركة أيضا متجر في محلات الطعام في هارودز.